# کوئین ان (شهرستان پرینس جورجز، مریلند)
کوئین ان (به انگلیسی: Queen Anne) یک منطقهٔ مسکونی در ایالات متحده آمریکا است که در مریلند واقع شده‌است. کوئین ان ۲۲٫۶ کیلومتر مربع مساحت و ۱٬۲۸۰ نفر جمعیت دارد و ۱۵٫۲۴ متر بالاتر از سطح دریا واقع شده‌است.